# Vyšėjšaja Liha 2012
La Vyšėjšaja Liha 2012 è stata la ventiduesima edizione della massima serie del campionato bielorusso di calcio, disputato tra il 24 marzo e il 25 novembre 2012 e conclusosi con la vittoria del BATĖ Borisov, al suo nono campionato vinto, il settimo consecutivo. Il capocannoniere della competizione fu Dzmitryj Asipenka (Šachcër Salihorsk) con 14 reti realizzate.

## Stagione

### Novità
Dalla Vyšėjšaja Liha 2011 vennero retrocessi in Peršaja Liha il Dnjapro Mahilëŭ e il Vicebsk, perdente dello spareggio promozione/retrocessione, mentre dalla Peršaja Liha vennero promossi lo Slavija-Mazyr e il Partyzan Minsk, vincitore dello spareggio promozione/retrocessione. Prima dell'inizio della stagione la Dinamo Brest cambiò denominazione in Brėst. All'inizio del 2012 il Partyzan Minsk non ebbe più il supporto del suo sponsor principale e non fu più in grado di sostenere una stagione nella Vyšėjšaja Liha, vedendosi ritirata la licenza di partecipazione e lasciando il campionato con una squadra in meno (11).

### Formula
Le 11 squadre partecipanti disputarono un girone all'italiana incontrandosi per tre volte per un totale di 30 partite. La prima classificata, vincitrice del campionato, venne ammessa al secondo turno preliminare della UEFA Champions League 2013-2014. La seconda e la terza classificata vennero ammesse, rispettivamente, al secondo e al primo turno preliminare della UEFA Europa League 2013-2014, mentre la squadra vincitrice della Coppa di Bielorussia veniva ammessa al secondo turno preliminare; se quest'ultima avesse concluso il campionato al secondo o al terzo posto, la quarta classificata sarebbe stata ammessa in UEFA Europa League. Essendo il numero di squadre partecipanti ridottosi da 12 a 11 l'ultima classificata disputò uno spareggio con la seconda classificata in Peršaja Liha per un ulteriore posto in Vyšėjšaja Liha.

## Squadre partecipanti
| Club              | Stagione | Città      | Stadio             | Stagione 2011               |
| ----------------- | -------- | ---------- | ------------------ | --------------------------- |
| BATĖ Borisov      |          | Barysaŭ    | Stadio Haradzki    | Campione di Bielorussia     |
| Belšyna           |          | Babrujsk   | Stadio Spartak     | 5º posto in Vyšėjšaja Liha  |
| Brėst             |          | Brėst      | Stadio Dinamo      | 10º posto in Vyšėjšaja Liha |
| Dinamo Minsk      | dettagli | Minsk      | Stadio Dinamo-Yuni | 4º posto in Vyšėjšaja Liha  |
| Homel'            |          | Homel'     | Stadio Central'ny  | 3º posto in Vyšėjšaja Liha  |
| Minsk             |          | Minsk      | Stadio Dinamo      | 9º posto in Vyšėjšaja Liha  |
| Naftan            |          | Navapolack | Stadio Atlant      | 7º posto in Vyšėjšaja Liha  |
| Nëman             |          | Hrodna     | Stadio Nëman       | 8º posto in Vyšėjšaja Liha  |
| Šachcër Salihorsk |          | Salihorsk  | Stadio Stroitel    | 2º posto in Vyšėjšaja Liha  |
| Slavija-Mazyr     |          | Mazyr      | Stadio Junatsva    | 1º posto in Peršaja Liha    |
| Tarpeda-BelAZ     | dettagli | Žodzina    | Stadio Tarpeda     | 6º posto in Vyšėjšaja Liha  |

## Classifica finale
|  | Pos. | Squadra           | Pt | G  | V  | N  | P  | GF | GS | DR  |
|  | ---- | ----------------- | -- | -- | -- | -- | -- | -- | -- | --- |
|  | 1.   | BATĖ Borisov      | 68 | 30 | 21 | 5  | 4  | 51 | 16 | +35 |
|  | 2.   | Šachcër Salihorsk | 61 | 30 | 18 | 7  | 5  | 59 | 24 | +35 |
|  | 3.   | Dinamo Minsk      | 56 | 30 | 16 | 8  | 6  | 37 | 19 | +18 |
|  | 4.   | Homel'            | 50 | 30 | 14 | 8  | 8  | 39 | 24 | +15 |
|  | 5.   | Nëman             | 41 | 30 | 10 | 11 | 9  | 43 | 36 | +7  |
|  | 6.   | Minsk             | 39 | 30 | 11 | 6  | 13 | 36 | 46 | -10 |
|  | 7.   | Belšyna           | 30 | 30 | 7  | 9  | 14 | 26 | 40 | -14 |
|  | 8.   | Brėst             | 29 | 30 | 8  | 5  | 17 | 27 | 38 | -11 |
|  | 9.   | Naftan            | 29 | 30 | 7  | 8  | 15 | 23 | 40 | -17 |
|  | 10.  | Slavija-Mazyr     | 27 | 30 | 7  | 6  | 17 | 22 | 58 | -36 |
|  | 11.  | Tarpeda-BelAZ     | 24 | 30 | 5  | 9  | 16 | 17 | 39 | -22 |

Legenda:
      Campione di Bielorussia e ammesso alla UEFA Champions League 2013-2014.
      Ammesso alla UEFA Europa League 2013-2014.
   Ammesso allo spareggio promozione/retrocessione.
Note:
Tre punti a vittoria, uno a pareggio, zero a sconfitta.

## Risultati

### Tabellone
|                       | BAT     | Bel     | Bre     | DiM     | Hom     | Min     | Naf     | Nëm     | Šac     | Sla     | TŽo     |
| --------------------- | ------- | ------- | ------- | ------- | ------- | ------- | ------- | ------- | ------- | ------- | ------- |
| BATĖ Borisov          | ––––    | 3-1     | 0-1 3-1 | 1-3     | 0-0     | 2-0 5-1 | 3-0     | 2-0 5-1 | 1-0 2-1 | 2-1     | 0-0 2-0 |
| Belšyna               | 0-1     | ––––    | 3-1     | 1-0 0-2 | 1-1 3-1 | 3-0     | 0-0 3-2 | 0-0     | 0-4     | 3-0 0-0 | 0-0     |
| Brest                 | 0-2     | 1-1 4-0 | ––––    | 1-2 2-0 | 0-1 2-1 | 0-1     | 2-1 0-1 | 1-1     | 1-2     | 1-2 2-0 | 1-0     |
| Dinamo Minsk          | 0-2 0-0 | 1-0     | 1-0     | ––––    | 0-1 1-0 | 1-0     | 4-2 1-1 | 1-1 1-0 | 1-2     | 3-1 4-2 | 2-0     |
| Homel'                | 0-1 1-2 | 1-0     | 2-0     | 0-0     | ––––    | 2-2     | 0-0 2-0 | 1-1 0-1 | 1-1     | 3-0 4-1 | 2-0 3-0 |
| Minsk                 | 1-0     | 3-0 2-2 | 2-1 0-0 | 0-0 0-2 | 1-2 1-1 | ––––    | 1-0     | 4-4     | 0-2     | 3-2 3-0 | 1-2     |
| Naftan                | 0-4 1-0 | 3-0     | 1-0     | 0-2     | 0-1     | 1-3 1-2 | ––––    | 2-1 1-0 | 1-2     | 0-0     | 0-0 1-1 |
| Nëman                 | 1-2     | 1-0 0-0 | 1-1 3-0 | 0-0     | 0-3     | 0-1 2-1 | 3-0     | ––––    | 1-1 0-4 | 8-0     | 1-1 2-1 |
| Šachcër Salihorsk     | 1-1     | 2-1 3-1 | 0-1 4-2 | 1-0 1-1 | 1-2 4-1 | 7-0 0-2 | 0-0     | 1-1     | ––––    | 5-0     | 1-0     |
| Slavija-Mazyr         | 1-2 0-0 | 1-0     | 2-1     | 0-2     | 0-2     | 1-0     | 2-1 1-1 | 1-3 0-1 | 0-2 0-0 | ––––    | 1-0 3-2 |
| Tarpeda-BelAZ Žodzina | 0-2     | 0-1 2-2 | 1-0 0-0 | 0-0 0-2 | 1-0     | 2-1 1-0 | 0-1     | 1-5     | 2-3 0-2 | 0-0     | ––––    |

## Spareggio promozione/retrocessione
Allo spareggio promozione/retrocessione vennero ammessi l'undicesima classificata in Vyšėjšaja Liha, il Tarpeda-BelAZ, e la seconda classificata in Peršaja Liha, l'Haradzeja, per un posto nella Vyšėjšaja Liha 2013.
|               | Risultati |               | Luogo e data                |
| ------------- | --------- | ------------- | --------------------------- |
| Haradzeja     | 1 - 0     | Tarpeda-BelAZ | Haradzeja, 29 novembre 2012 |
| Tarpeda-BelAZ | 4 - 0     | Haradzeja     | Žodzina, 2 dicembre 2012    |
|               |           |               |                             |

## Statistiche

### Classifica marcatori
| Gol |  |  | Giocatore             | Squadra           |
| --- |  |  | --------------------- | ----------------- |
| 14  |  |  | Dzmitryj Asipenka     | Šachcër Salihorsk |
| 11  |  |  | Renan Bressan         | BATĖ Borisov      |
| 11  |  |  | Dzmitryj Kamaroŭski   | Šachcër Salihorsk |
| 11  |  |  | Raman Volkaŭ          | Slavija-Mazyr     |
| 10  |  |  | Ivan Dzenisevič       | Nëman             |
| 9   |  |  | Uladzimir Chvaščynski | Brėst             |
| 9   |  |  | Dzmitryj Mazaleŭski   | BATĖ Borisov      |
| 8   |  |  | Mikalaj Januš         | Šachcër Salihorsk |
| 8   |  |  | Leanid Kovel'         | Minsk             |
| 8   |  |  | Dzmitryj Platonaŭ     | Homel'            |
| 8   |  |  | Vital' Radyënaŭ       | BATĖ Borisov      |